# 레디 오어 낫 2
"레디 오어 낫 2"(영어: Ready or Not: Here I Come)는 2026년 개봉 예정인 미국의 공포 코미디 영화이다. 2019년 영화 《레디 오어 낫》의 속편이며, 전편에 이어 맷 베티넬리올핀과 타일러 질레트가 감독을 맡았다.